# 山本一太 (音楽ライター)
山本 一太（やまもと いちた、1956年 - ）は、音楽ライター（音楽評論家）。元代々木ゼミナール英語科講師。現 郁文館高校非常勤講師

## 人物
上智大学文学部ドイツ文学科卒業。
予備校英語講師の傍ら、海外CDのライナーノーツを翻訳および執筆。
郁文館高校英語科 
好きな言葉は“若者はペンを持て”、“Respect for the elderly”

## 著書
- （冨田隆）『心に効くクラシック（生活人新書）』（日本放送出版協会、2002年2月） ISBN 4140880198
- 『一年でクラシック通になる（生活人新書）』（日本放送出版協会、2003年2月） ISBN 4140880589
- 『はじめての《指環（リング）》（On books 21） ワーグナー 《ニーベルングの指環》 聴破への早道』（音楽之友社、2005/10） ISBN 4276352126